# Galeottia burkei
Galeottia burkei là một loài thực vật có hoa trong họ Lan. Loài này được (Rchb.f.) Dressler & Christenson mô tả khoa học đầu tiên năm 1988.